# クチコミ新発見!旅ぷら
『クチコミ新発見!旅ぷら』（クチコミしんはっけん!たびぷら）は、読売テレビ（ytv）で2012年4月1日から放送されている旅番組。2021年9月26日までの放送時間は毎週日曜日の10:55 - 11:25（JST）で、以降は月に2回のペースで放送されている。

## 概要
仲のいい2人の旅人が、視聴者から寄せられた「クチコミ情報」が書かれたファイルを基に気ままな旅を繰り広げる。
読売テレビでは前番組の『ニッポン!おもてなし旅』に続いて、西日本旅客鉄道（JR西日本）がスポンサーに付いていて、2021年6月まではエンドロールで「協力 JR西日本」と表示。2017年3月までは同社が単独で提供していたが、放送上提供クレジットまで出していなかった。同年4月から他に複数の企業がスポンサーに付いたことを機に、JR西日本を筆頭に2021年6月まで提供クレジットも表示していた。
また、JR西日本の営業外エリアを含めて、日本テレビ系列局の一部で同時ネットや遅れネットを実施。営業エリア内のネット局でも、同時ネットを実施していた広島テレビなどでは、JR西日本がスポンサーに付かなかった。このため、CM枠をパーティシペーションとして扱うか、ローカルスポンサーを独自に付けていた。
読売テレビでは2021年9月26日でレギュラー放送を終了したが、翌月（10月）以降も不定期で月に2回程度放送。不定期放送へ移行してからは、初回のみ2021年10月23日（土曜日）に放送したが、2回目以降はレギュラー版と同じ放送枠（日曜日の10:55 - 11:25枠）に編成している。なお、当番組を編成しない週には、当該枠を『ハネノバス』（日本テレビ制作の旅番組）→『所さんの目がテン!』（日本テレビ制作）の遅れネットに充当。広島テレビでは、『ニノさん』（日本テレビ制作）の同時ネット枠（10:25 - 11:25）に組み込んでいる。

## ネット局
| 放送対象地域 | 放送局              | 系列           | 放送曜日・放送時間 | ネット状況 | 備考        |
| ------------ | ------------------- | -------------- | ------------------ | ---------- | ----------- |
| 近畿広域圏   | 読売テレビ（ytv）   | 日本テレビ系列 | 日曜 10:55 - 11:25 | 制作局     | 制作局      |
| 広島県       | 広島テレビ（HTV）   | 日本テレビ系列 | 日曜 10:55 - 11:25 | 同時ネット | [ 5 ] [ 6 ] |
| 宮城県       | ミヤギテレビ（MMT） | 日本テレビ系列 | 火曜 10:25 - 10:55 | 遅れネット | [ 7 ]       |
| 富山県       | 北日本放送（KNB）   | 日本テレビ系列 | 木曜 16:20 - 16:50 | 遅れネット | [ 9 ]       |
| 山口県       | 山口放送（KRY）     | 日本テレビ系列 | 日曜 13:00 - 13:30 | 遅れネット |             |
| 愛媛県       | 南海放送（RNB）     | 日本テレビ系列 | 木曜 10:25 - 10:55 | 遅れネット | [ 10 ]      |
| 福岡県       | 福岡放送（FBS）     | 日本テレビ系列 | 金曜 10:55 - 11:25 | 遅れネット |             |

- 字幕放送は読売テレビ、広島テレビのみ実施（広島テレビでは自社送出の不定期再放送でも実施）[11]。
- 読売テレビが関西ローカルの特別番組（2019年12月1日の『大阪マラソン』など）を編成する際には、同時ネット局では各局別の穴埋め編成（本番組の再放送を含む）で対応する。

### 過去のネット局
| 放送対象地域   | 放送局                    | 系列           | 打ち切り時期  |
| -------------- | ------------------------- | -------------- | ------------- |
| 熊本県         | くまもと県民テレビ（KKT） | 日本テレビ系列 | 2013年9月29日 |
| 長野県         | テレビ信州（TSB）         | 日本テレビ系列 | 2014年3月30日 |
| 徳島県         | 四国放送（JRT）           | 日本テレビ系列 | 2016年3月28日 |
| 新潟県         | テレビ新潟（TeNY）        | 日本テレビ系列 | 2016年9月25日 |
| 香川県・岡山県 | 西日本放送（RNC）         | 日本テレビ系列 | 2021年6月27日 |

- テレビ大分（大分県、フジテレビ系列とのクロスネット）は穴埋め番組として不定期放送[13]。
- テレビ岩手（岩手県、日本テレビ系列）でも2013年7月7日 16:55 - 17:25に限り放送された。
- 日本海テレビ（鳥取県・島根県、日本テレビ系列）は穴埋め番組として不定期放送。

## ナビゲーター
- 松尾貴史
  - 番組のナレーションを担当。読売テレビ2012年6月10日放送分（松江）、2019年3月24日（呉）、4月28日（岡山と小豆島）、5月5日（香川）、2021年3月21日（島原・諫早・長崎）、9月19日・26日（別府）放送分では、旅人としても出演。
  - 時折、森たけし（現在フリーアナウンサーで元読売テレビアナウンサー。旅人としてもこれまでに10回以上出演経験あり）がナレーションを担当する場合あり（2021年4月18日など）。
  - 2021年5月2日、5月9日放送分は、虎谷温子（読売テレビアナウンサー）が担当。

## ツアーコンダクター
※いずれも読売テレビアナウンサー
- 立田恭三 - 2021年10月
- 澤口実歩 - 2021年11月
- 野村明大 - 2022年 2月
  - 不定期放送（2021年10月23日 - ）以降に登場し、案内役を務める。

## スタッフ
- 構成：儀賀保秀、佐久間貴司
- リサーチ：弘中麻由、いいのりさ
- カメラ：横田浩一、佐々木健太、脇坂(阪)祐司、米沢和樹、岡大輔、大辺博司、西岡慶太、大田洋道、井田健太、難波伸一、野崎誠弘、有村広久、松本学（週替り）
- 音声：狩野健司、瀬戸秀文、坂井洸太郎、一丸雅彦、畠中志郎、若林学、松浦雅俊、後藤敬介、清水良樹、大原貴志、中井厚志（週替り）
- 編集：長野達行、間宮英輔、谷和彦、越田ヤスヲ（週替り）
- グラフィック：西原里奈、石津祥、高尾祐季、坂本ゆかり（坂本→以前は編集►グラフィック►編集/グラフィック）、坂下美奈（週替り）
- 音効：船富潤司、荒畑暢宏（週替り）
- MA：品川泰宏
- 美術：山本真平
- イラスト：上田しずか
- オープニングムービー：コジケン
- 宣伝：奥美知江（ytv）
- ロケ車両：中尾正伸（フォレスト）
- 協力：JR西日本/東通企画、丸善かつら、フォレスト
- 制作協力：ytv Nextry
- ディレクター：新井裕貴（BUDDY）、伊東文郎（ゼットンゼット）、加藤貴光（東通企画）、増田健介（ytv Nextry・＜旧ワイズビジョン＞）、平野玲二（いまじん）、石川彬（ytv Nextry）、岡崎雅哉（東通企画）、安部祐真（ytv）、橋本慈之（ディーレック）、川畑智史（フリー）（週替り、毎週1名ずつ）
- AP：太田由貴（ytv Nextry）、山崎舞子（ytv）
- 演出・プロデューサー：河内大（ytv Nextry、以前はディレクター、週によっては演出兼務の回もあった）、花房政寿（ytv、2021年6月20日 - ）
- プロデューサー：小野謙馬（ytv Nextry・＜旧映像企画＞、2019年4月21日 -、ディレクター兼務の回あり）
- チーフプロデューサー：竹綱裕博（ytv、2021年6月20日 -、2017年6月25日 - 2018年1月7日も担当していた、以前は演出・プロデューサー）
- 制作著作：ytv

### 過去のスタッフ
- CA：金山三恵、吉岡直輝、香月崇志、坂下純輝（週替り、毎週1名ずつ）
- カメラ：小塩友英、椎木努、藤井智章、鮫島元一、宮崎良昭、柾木達也、兼頭崇広、南佳正、土肥俊之、前田賢、高山謙一、安東(藤)亮、渡辺浩之、田向裕一郎、前田翼、牛嶋孝一郎、池森光司、五十嵐剛、西川浩一、須川真也（週替り）
- 音声：中塩屋知宏、藤本博樹、景川慶三、山崎達樹、河喜多正悟、末永照幸、安部展弘、日高歩美、三浦歩、豊田沙也子、山崎多佳彦、小川要輔、永野大介、松元義樹（週替り）
- 編集：城戸隆一、吉住憲二（週替り）
- グラフィック：石田恵利、大西洋平（週替り）
- 編成：倉本健次、田中麻美（全員ytv）
- 宣伝：折原加奈、熊谷有里子（全員ytv）
- 協力：ブリッジ
- 制作協力：広島放送（広島県でのロケーション時に担当）、テレビ高知映像[14]（2021年4月11日放送分など高知県でのロケーション時に担当）
- ディレクター：松本健吾、上野正樹（全員ytv）、辻本賀一（ブリッジ）、濱洲拓矢（東通企画）、大島千明（ytv Nextry）、廣瀬拓万（ytv）、南大輔、瀬戸優（ytv Nextry）、植村勇太（ytv）、三橋秀登（週替り、毎週1名ずつ）
- プロデューサー：前西和成、中嶋信之、新宅淳、妹尾和己、山崎愛子（山崎→2017年6月25日 - 2021年6月13日）（週によっては演出兼務の回もあった）（全員ytv）、八田隆（ytv Nextry・＜旧ワイズビジョン＞）、片岡進太郎、松本洋平（松本→ytv Nextry、2017年11月5日 - 2019年4月14日、以前はディレクター）
- チーフプロデューサー：土居原作也（2012年4月1日 - 2016年7月17日）、太田匡隆（2016年7月24日 - 2017年6月18日）、山口剛正（2018年1月14日 - 2021年6月13日）（全員ytv）